# Museum of the Rockies

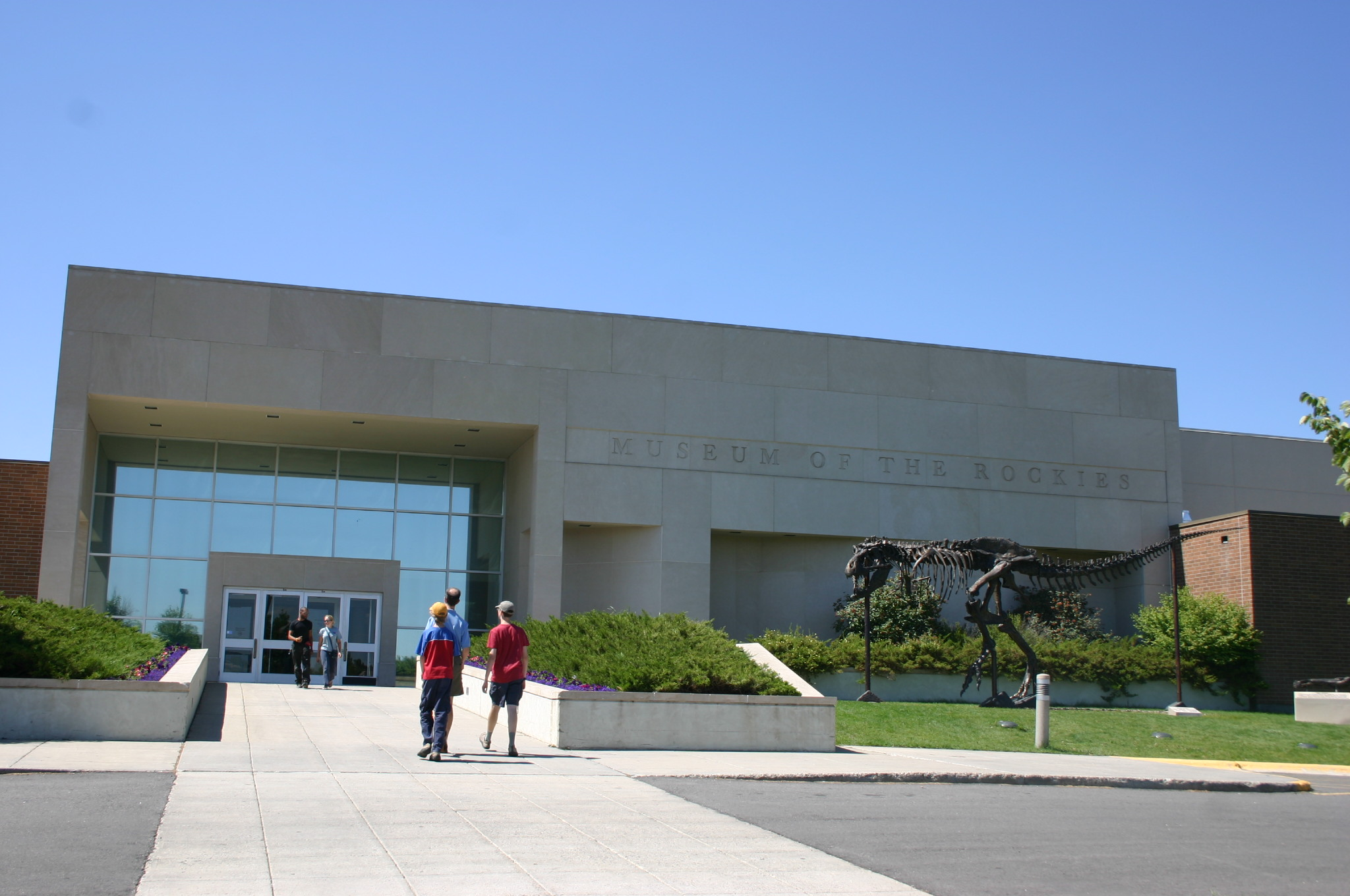
Eingang

Das Museum of the Rockies ist ein Naturkundemuseum der Montana State University und der Smithsonian Institution in Bozeman. Das Museum verfügt über eine der größten Dinosaurier-Sammlungen der Vereinigten Staaten. Es ist auch offizielle Sammelstelle des Staates Montana. Es wurde 1957 gegründet aufgrund einer Stiftung von Caroline M. McGill.
Es beherbergt auch völkerkundliche Sammlungen und Sammlungen zur Geschichte Montanas, so ein Museumsdorf Tinsley House, ein Farmhaus des 19. Jahrhunderts aus Willow Creek (Montana), das 1989 hinter das Museum transportiert wurde. Zum Museum gehört auch ein Planetarium.

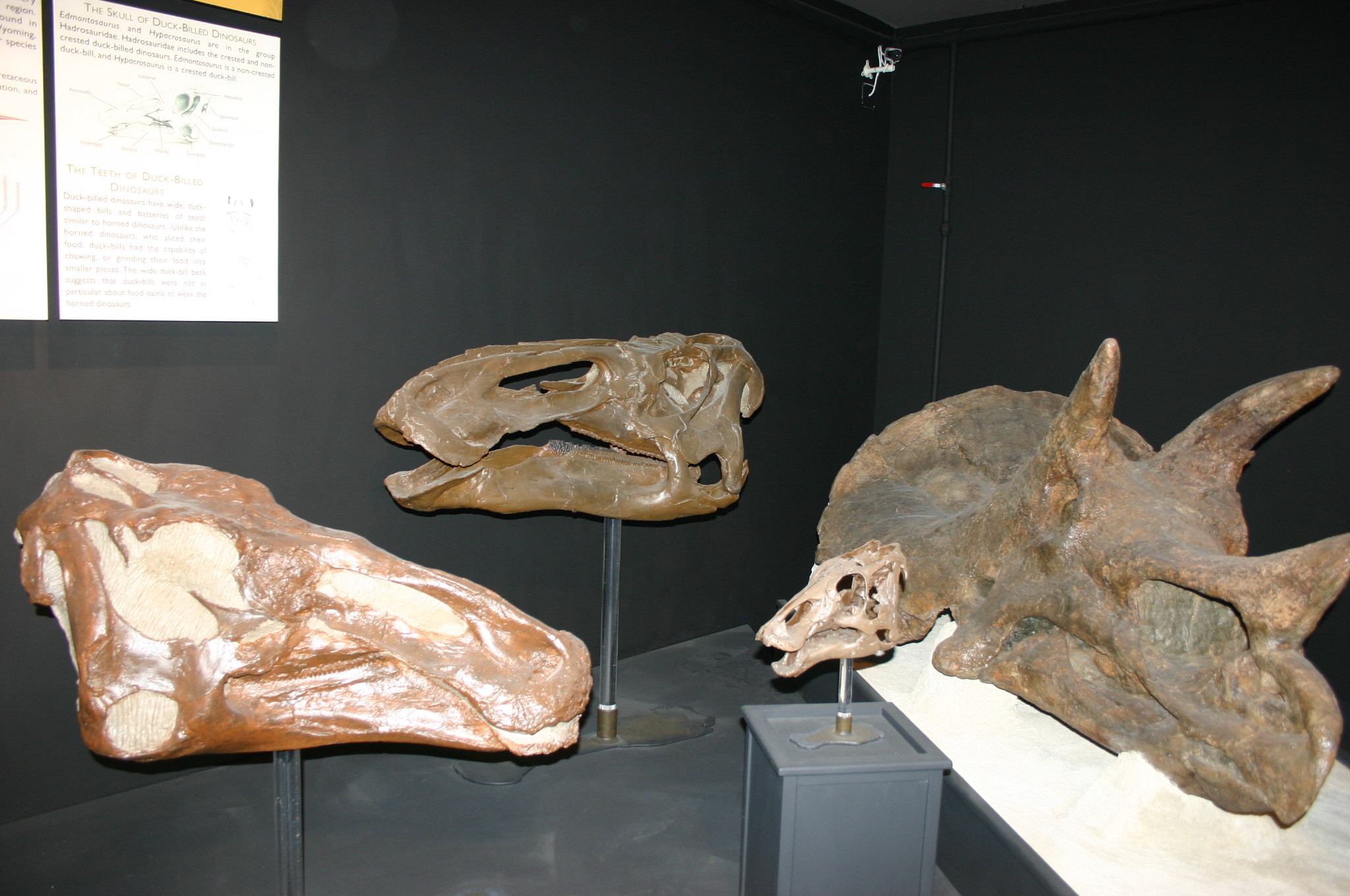
Dinosaurierschädel im Museum

Zu den Dinosauriern zählen auch ein vollständiges Tyrannosaurus-rex-Skelett und der größte Tyrannosaurus rex Schädel. Besucher können im Museum den Präparatoren von Dinosaurierfossilien bei der Arbeit zuschauen. Kurator für Paläontologie ist Jack Horner.